# アネッテ・フォックス
アネッテ・フォックス（Annette Focks、1964年8月28日 - ）は、ドイツの音楽家であり、映画音楽の作曲家。1997年以降、『リスボンに誘われて』、『4分間のピアニスト』、『ジョン・ラーベ 〜南京のシンドラー〜』など、80本以上の映画音楽に携わった。

## 略歴
アネッテ・フォックスは、ミュンヘン音楽・演劇大学で映画音楽の作曲を学んだ。その後、音響デザイナーのランディ・トムとオーケストラのスティーヴン・スコット・スモーリーのワークショップに参加した。